# Felis Danica
Felis Danica er en hovedorganisation for racekatteavl i Danmark – således overordnet organ for de tre underforbund: JYRAK, DARAK, og Racekatten.
Felis Danica er stiftet i 1956 og er underlagt det internationale racekatteforbund FIFe og dettes regler.